# Rasputin (Majestic e Boney M.)
Rapsutin è un singolo del disc jockey britannico Majestic e del gruppo musicale tedesco Boney M., pubblicato il 26 febbraio 2021.

## Descrizione
Il brano è stato prodotto in seguito alla ritrovata popolarità che la canzone Rasputin dei Boney M. ha ricevuto sulla piattaforma TikTok.

## Tracce
1. Rasputin – 3:06

## Classifiche

### Classifiche settimanali
| Classifica (2021) | Posizione massima |
| ----------------- | ----------------- |
| Australia         | 26                |
| Austria           | 18                |
| Belgio (Fiandre)  | 2                 |
| Belgio (Vallonia) | 20                |
| Canada            | 72                |
| Croazia           | 2                 |
| El Salvador       | 2                 |
| Finlandia         | 10                |
| Francia           | 38                |
| Germania          | 38                |
| Grecia            | 35                |
| Irlanda           | 21                |
| Italia            | 51                |
| Lituania          | 31                |
| Norvegia          | 14                |
| Paesi Bassi       | 7                 |
| Polonia           | 1                 |
| Portogallo        | 91                |
| Regno Unito       | 11                |
| Repubblica Ceca   | 30                |
| Romania           | 31                |
| Slovacchia        | 38                |
| Svezia            | 26                |
| Svizzera          | 27                |
| Ungheria          | 35                |

### Classifiche di fine anno
| Classifica (2021) | Posizione |
| ----------------- | --------- |
| Australia         | 82        |
| Austria           | 42        |
| Belgio (Fiandre)  | 16        |
| Belgio (Vallonia) | 61        |
| Croazia           | 22        |
| Francia           | 67        |
| Paesi Bassi       | 52        |
| Polonia           | 25        |
| Regno Unito       | 61        |
| Svizzera          | 70        |
| Classifica (2022) | Posizione |
| Belgio (Fiandre)  | 119       |